# Polisportiva Adolfo Consolini 2017-2018
Questa voce raccoglie le informazioni riguardanti la Polisportiva Adolfo Consolini nelle competizioni ufficiali della stagione 2017-2018.

## Stagione
Nella stagione 2017-18 la Polisportiva Adolfo Consolini assume la denominazione sponsorizzata di Battistelli San Giovanni in Marignano.
Partecipa per la seconda volta alla Serie A2; chiude la regular season di campionato al quarto posto in classifica, qualificandosi per i play-off promozione: viene eliminata nella serie finale dal Chieri '76.
Il quarto posto al termine del girone di andata consente all'Adolfo Consolini di qualificarsi per la Coppa Italia di Serie A2: vince per la prima volta il trofeo battendo in finale il Mondovì.

## Organigramma societario
Area direttiva
- Presidente: Stefano Manconi

Area tecnica
- Allenatore: Stefano Saja
- Allenatore in seconda: Alessandro Zanchi

## Rosa
| N° | Nome               | Ruolo | Data di nascita   | Nazionalità sportiva |
| -- | ------------------ | ----- | ----------------- | -------------------- |
| 1  | Luisa Casillo      | C     | 8 luglio 1988     | Italia               |
| 2  | Martina Bordignon  | S     | 26 novembre 1994  | Italia               |
| 5  | Ilaria Battistoni  | P     | 22 aprile 1996    | Italia               |
| 6  | Srna Marković      | S     | 6 giugno 1996     | Austria              |
| 7  | Elisa Zanette      | O     | 17 febbraio 1996  | Italia               |
| 8  | Giulia Saguatti    | S     | 20 novembre 1991  | Italia               |
| 10 | Giulia Gibertini   | L     | 30 settembre 1984 | Italia               |
| 12 | Anna Gray          | C     | 15 novembre 1996  | Italia               |
| 13 | Federica Nasari    | O     | 3 settembre 1991  | Italia               |
| 14 | Alberta Sgarbossa  | S     | 4 gennaio 1997    | Italia               |
| 15 | Benedetta Giordano | P     | 27 settembre 1999 | Italia               |
| 17 | Anna Caneva        | C     | 18 marzo 1992     | Italia               |

## Mercato
| Acquisti | Acquisti           | Acquisti             | Acquisti   |
| R.       | Nome               | da                   | Modalità   |
| -------- | ------------------ | -------------------- | ---------- |
| S        | Martina Bordignon  | Pinerolo             | definitivo |
| C        | Anna Caneva        | Chieri '76           | definitivo |
| C        | Luisa Casillo      | Savino Del Bene      | definitivo |
| L        | Giulia Gibertini   | Casalmaggiore        | definitivo |
| P        | Benedetta Giordano | Pro Victoria         | definitivo |
| C        | Anna Gray          | Libertas Martignacco | definitivo |
| S        | Srna Marković      | Vilsbiburg           | definitivo |
| O        | Federica Nasari    | Teodora Casadio      | definitivo |
| S        | Alberta Sgarbossa  | AGIL                 | definitivo |
| S        | Elisa Zanette      | Golem                | definitivo |

| Cessioni | Cessioni           | Cessioni           | Cessioni   |
| R.       | Nome               | a                  | Modalità   |
| -------- | ------------------ | ------------------ | ---------- |
| O        | Marta Agostinetto  | CUS Torino         | definitivo |
| C        | Sara Angelini      | Millenium Brescia  | definitivo |
| S        | Bianca Boccioletti | Idea               | definitivo |
| C        | Sara Giuliodori    | Conero Planet      | definitivo |
| L        | Alessia Lanzini    | CUS Torino         | definitivo |
| C        | Gaia Moretto       | Trentino Rosa      | definitivo |
| P        | Aleksandra Rynk    | Idea               | definitivo |
| S        | Alessia Sgherza    | VolAlto Caserta    | definitivo |
| S        | Valeria Tallevi    | Giannino Pieralisi | definitivo |
| S        | Olga Vyazovik      | ?                  | definitivo |

## Risultati

### Serie A2

#### Girone di andata
| 1ª giornata - 8 ottobre 2017 PalaPapini, Orvieto                                  | Zambelli Orvieto | 0 - 3 | Adolfo Consolini      | 20-25, 23-25, 28-30               |
| 2ª giornata - 15 ottobre 2017 Palazzetto dello Sport, San Giovanni in Marignano   | Adolfo Consolini | 3 - 0 | Marsala               | 25-17, 25-21, 25-19               |
| 3ª giornata - 18 ottobre 2017 PalaCapriglia, Pellezzano                           | Due Principati   | 2 - 3 | Adolfo Consolini      | 25-23, 18-25, 25-22, 20-25, 9-15  |
| 4ª giornata - 22 ottobre 2017 PalaMaddalene, Chieri                               | Chieri '76       | 0 - 3 | Adolfo Consolini      | 22-25, 23-25, 16-25               |
| 5ª giornata - 29 ottobre 2017 Palazzetto dello Sport, San Giovanni in Marignano   | Adolfo Consolini | 3 - 0 | Hermaea               | 25-23, 25-23, 25-17               |
| 6ª giornata - 1º novembre 2017 Centro Pavesi, Milano                              | Club Italia      | 1 - 3 | Adolfo Consolini      | 21-25, 23-25, 25-20, 22-25        |
| 7ª giornata - 5 novembre 2017 Palazzetto dello Sport, San Giovanni in Marignano   | Adolfo Consolini | 0 - 3 | Cuneo Granda          | 19-25, 31-33, 18-25               |
| 8ª giornata - 12 novembre 2017 Palazzetto dello Sport, San Giovanni in Marignano  | Adolfo Consolini | 2 - 3 | Wealth Planet Perugia | 22-25, 20-25, 25-17, 25-21, 12-15 |
| 9ª giornata - 18 novembre 2017 PalaSanbapolis, Trento                             | Trentino Rosa    | 2 - 3 | Adolfo Consolini      | 25-20, 25-21, 22-25, 13-25, 15-17 |
| 10ª giornata - 26 novembre 2017 PalaManera, Mondovì                               | Mondovì          | 3 - 1 | Adolfo Consolini      | 25-19, 22-25, 25-12, 25-22        |
| 11ª giornata - 29 novembre 2017 Palazzetto dello Sport, San Giovanni in Marignano | Adolfo Consolini | 2 - 3 | Millenium Brescia     | 16-25, 25-16, 36-34, 23-25, 11-15 |
| 13ª giornata - 10 dicembre 2017 PalaCollegno, Collegno                            | CUS Torino       | 2 - 3 | Adolfo Consolini      | 25-20, 23-25, 20-25, 25-19, 9-15  |
| 14ª giornata - 13 dicembre 2017 Palazzetto dello Sport, San Giovanni in Marignano | Adolfo Consolini | 3 - 1 | Montecchio Maggiore   | 25-19, 18-25, 25-18, 25-16        |
| 15ª giornata - 17 dicembre 2017 PalaScoppa, Soverato                              | Soverato         | 1 - 3 | Adolfo Consolini      | 25-9, 16-25, 27-29, 18-25         |
| 16ª giornata - 26 dicembre 2017 Palazzetto dello Sport, San Giovanni in Marignano | Adolfo Consolini | 3 - 1 | Olimpia Teodora       | 25-20, 21-25, 25-23, 25-18        |
| 17ª giornata - 30 dicembre 2017 Palazzetto dello Sport, Caserta                   | VolAlto Caserta  | 0 - 3 | Adolfo Consolini      | 18-25, 19-25, 14-25               |

#### Girone di ritorno
| 18ª giornata - 6 gennaio 2018 Palazzetto dello Sport, San Giovanni in Marignano   | Adolfo Consolini      | 3 - 1 | Zambelli Orvieto | 18-25, 25-20, 25-17, 25-23        |
| 19ª giornata - 14 gennaio 2018 PalaBellina, Marsala                               | Marsala               | 1 - 3 | Adolfo Consolini | 25-20, 25-27, 21-25, 18-25        |
| 20ª giornata - 17 gennaio 2018 Palazzetto dello Sport, San Giovanni in Marignano  | Adolfo Consolini      | 3 - 0 | Due Principati   | 26-24, 25-22, 25-14               |
| 21ª giornata - 21 gennaio 2018 Palazzetto dello Sport, San Giovanni in Marignano  | Adolfo Consolini      | 3 - 1 | Chieri '76       | 25-17, 25-23, 21-25, 25-17        |
| 22ª giornata - 28 gennaio 2018 Geopalace, Olbia                                   | Hermaea               | 3 - 2 | Adolfo Consolini | 25-21, 23-25, 25-21, 21-25, 15-8  |
| 23ª giornata - 4 febbraio 2018 Palazzetto dello Sport, San Giovanni in Marignano  | Adolfo Consolini      | 3 - 1 | Club Italia      | 19-25, 25-23, 25-23, 25-22        |
| 24ª giornata - 11 febbraio 2018 PalaCastagnaretta, Cuneo                          | Cuneo Granda          | 3 - 2 | Adolfo Consolini | 25-20, 22-25, 25-23, 21-25, 15-8  |
| 25ª giornata - 22 febbraio 2018 PalaEvangelisti, Perugia                          | Wealth Planet Perugia | 3 - 2 | Adolfo Consolini | 24-26, 29-27, 28-26, 23-25, 18-16 |
| 26ª giornata - 25 febbraio 2018 Palazzetto dello Sport, San Giovanni in Marignano | Adolfo Consolini      | 3 - 1 | Trentino Rosa    | 31-29, 25-23, 24-26, 25-18        |
| 27ª giornata - 4 marzo 2018 Palazzetto dello Sport, San Giovanni in Marignano     | Adolfo Consolini      | 1 - 3 | Mondovì          | 25-15, 13-25, 25-27, 18-25        |
| 28ª giornata - 7 marzo 2018 PalaGeorge, Montichiari                               | Millenium Brescia     | 3 - 0 | Adolfo Consolini | 25-21, 25-14, 25-23               |
| 30ª giornata - 18 marzo 2018 Palazzetto dello Sport, San Giovanni in Marignano    | Adolfo Consolini      | 2 - 3 | CUS Torino       | 21-25, 25-19, 17-25, 25-21, 14-16 |
| 31ª giornata - 21 marzo 2018 PalaCollodi, Montecchio Maggiore                     | Montecchio Maggiore   | 0 - 3 | Adolfo Consolini | 21-25, 18-25, 12-25               |
| 32ª giornata - 25 marzo 2018 Palazzetto dello Sport, San Giovanni in Marignano    | Adolfo Consolini      | 3 - 2 | Soverato         | 24-26, 23-25, 25-20, 25-15, 15-12 |
| 33ª giornata - 2 aprile 2018 PalaCosta, Ravenna                                   | Olimpia Teodora       | 3 - 0 | Adolfo Consolini | 25-17, 25-22, 25-16               |
| 34ª giornata - 8 aprile 2018 Palazzetto dello Sport, San Giovanni in Marignano    | Adolfo Consolini      | 3 - 0 | VolAlto Caserta  | 25-10, 25-17, 25-13               |

#### Play-off promozione
| Quarti di finale (gara 1) - 15 aprile 2018 Palazzetto dello Sport, San Giovanni in Marignano | Adolfo Consolini | 3 - 1 | Soverato         | 25-20, 25-20, 25-20, 25-15        |
| Quarti di finale (gara 2) - 18 aprile 2018 PalaScoppa, Soverato                              | Soverato         | 2 - 3 | Adolfo Consolini | 25-17, 17-25, 25-23, 20-25, 13-15 |
| Semifinali (gara 1) - 25 aprile 2018 Palazzetto dello Sport, San Giovanni in Marignano       | Adolfo Consolini | 3 - 0 | Zambelli Orvieto | 25-19, 25-22, 25-18               |
| Semifinali (gara 2) - 29 aprile 2018 PalaPapini, Orvieto                                     | Zambelli Orvieto | 3 - 2 | Adolfo Consolini | 23-25, 25-15, 25-19, 23-25, 15-10 |
| Semifinali (gara 3) - 1º maggio 2018 Palazzetto dello Sport, San Giovanni in Marignano       | Adolfo Consolini | 3 - 2 | Zambelli Orvieto | 25-20, 19-25, 25-19, 21-25, 15-7  |
| Finale (gara 1) - 6 maggio 2018 Palazzetto dello Sport, San Giovanni in Marignano            | Adolfo Consolini | 3 - 1 | Chieri '76       | 26-24, 28-30, 25-18, 25-17        |
| Finale (gara 2) - 9 maggio 2018 PalaMaddalene, Chieri                                        | Chieri '76       | 3 - 1 | Adolfo Consolini | 17-25, 25-17, 25-21, 25-22        |
| Finale (gara 3) - 13 maggio 2018 Palazzetto dello Sport, San Giovanni in Marignano           | Adolfo Consolini | 1 - 3 | Chieri '76       | 21-25, 26-24, 21-25, 20-25        |

### Coppa Italia di Serie A2
| Quarti di finale - 24 gennaio 2018 Palazzetto dello Sport, San Giovanni in Marignano | Adolfo Consolini | 3 - 0 | Trentino Rosa | 25-20, 25-20, 25-12               |
| Semifinali - 7 febbraio 2018 Palazzetto dello Sport, San Giovanni in Marignano       | Adolfo Consolini | 3 - 2 | CUS Torino    | 23-25, 25-17, 25-21, 20-25, 16-14 |
| Finale - 18 febbraio 2018 PalaDozza, Bologna                                         | Adolfo Consolini | 3 - 1 | Mondovì       | 25-23, 24-26, 27-25, 25-18        |

## Statistiche

### Statistiche di squadra
| Competizione             | Punti | In casa | In casa | In casa | In trasferta | In trasferta | In trasferta | Totale | Totale | Totale |
| Competizione             | Punti | G       | V       | P       | G            | V            | P            | G      | V      | P      |
| ------------------------ | ----- | ------- | ------- | ------- | ------------ | ------------ | ------------ | ------ | ------ | ------ |
| Serie A2                 | 65    | 21      | 14      | 7       | 19           | 11           | 8            | 40     | 25     | 15     |
| Coppa Italia di Serie A2 | -     | 2       | 2       | 0       | 0            | 0            | 0            | 3      | 3      | 0      |
| Totale                   | -     | 23      | 16      | 7       | 19           | 11           | 8            | 43     | 28     | 15     |

G = partite giocate; V = partite vinte; P = partite perse

### Statistiche dei giocatori
| Giocatore     | Serie A2 | Serie A2 | Serie A2 | Serie A2 | Serie A2 | Coppa Italia di Serie A2 | Coppa Italia di Serie A2 | Coppa Italia di Serie A2 | Coppa Italia di Serie A2 | Coppa Italia di Serie A2 | Totale | Totale | Totale | Totale | Totale |
| Giocatore     | P        | PT       | AV       | MV       | BV       | P                        | PT                       | AV                       | MV                       | BV                       | P      | PT     | AV     | MV     | BV     |
| ------------- | -------- | -------- | -------- | -------- | -------- | ------------------------ | ------------------------ | ------------------------ | ------------------------ | ------------------------ | ------ | ------ | ------ | ------ | ------ |
| I. Battistoni | 40       | 64       | 14       | 29       | 21       | 3                        | 8                        | 3                        | 3                        | 2                        | 43     | 72     | 17     | 32     | 23     |
| M. Bordignon  | 19       | 17       | 15       | 1        | 1        | 0                        | 0                        | 0                        | 0                        | 0                        | 19     | 17     | 15     | 1      | 1      |
| A. Caneva     | 40       | 349      | 226      | 111      | 12       | 3                        | 22                       | 13                       | 9                        | 0                        | 43     | 371    | 239    | 120    | 12     |
| L. Casillo    | 39       | 350      | 238      | 95       | 17       | 2                        | 22                       | 16                       | 3                        | 3                        | 41     | 372    | 254    | 98     | 20     |
| G. Gibertini  | 40       | 2        | 1        | 0        | 1        | 3                        | 0                        | 0                        | 0                        | 0                        | 43     | 2      | 1      | 0      | 1      |
| B. Giordano   | 19       | 0        | 0        | 0        | 0        | 0                        | 0                        | 0                        | 0                        | 0                        | 19     | 0      | 0      | 0      | 0      |
| A. Gray       | 19       | 27       | 15       | 12       | 0        | 1                        | 10                       | 5                        | 1                        | 4                        | 20     | 37     | 20     | 13     | 4      |
| S. Marković   | 39       | 537      | 437      | 60       | 40       | 3                        | 39                       | 31                       | 6                        | 2                        | 42     | 576    | 468    | 66     | 42     |
| F. Nasari     | 28       | 32       | 28       | 2        | 2        | 1                        | 0                        | 0                        | 0                        | 0                        | 29     | 32     | 28     | 2      | 2      |
| G. Saguatti   | 40       | 506      | 454      | 19       | 33       | 3                        | 40                       | 35                       | 5                        | 0                        | 43     | 546    | 489    | 24     | 33     |
| A. Sgarbossa  | 7        | 7        | 6        | 0        | 1        | 0                        | 0                        | 0                        | 0                        | 0                        | 7      | 7      | 6      | 0      | 1      |
| E. Zanette    | 39       | 775      | 684      | 57       | 34       | 3                        | 71                       | 63                       | 4                        | 4                        | 42     | 846    | 747    | 61     | 38     |

P = presenze; PT = punti totali; AV = attacchi vincenti; MV = muri vincenti; BV = battute vincenti